# Welwitschia-Drive
| Welwitschia-Drive | Welwitschia-Drive |
| ----------------- | ----------------- |
| Länge:            | etwa 50 km        |
| Staat:            | Namibia           |
| Region:           | Erongo            |
| Verlaufsrichtung: | Südwest–Nordost   |
| Beginn:           | C28/D1991         |
| Verlauf:          | D1991             |

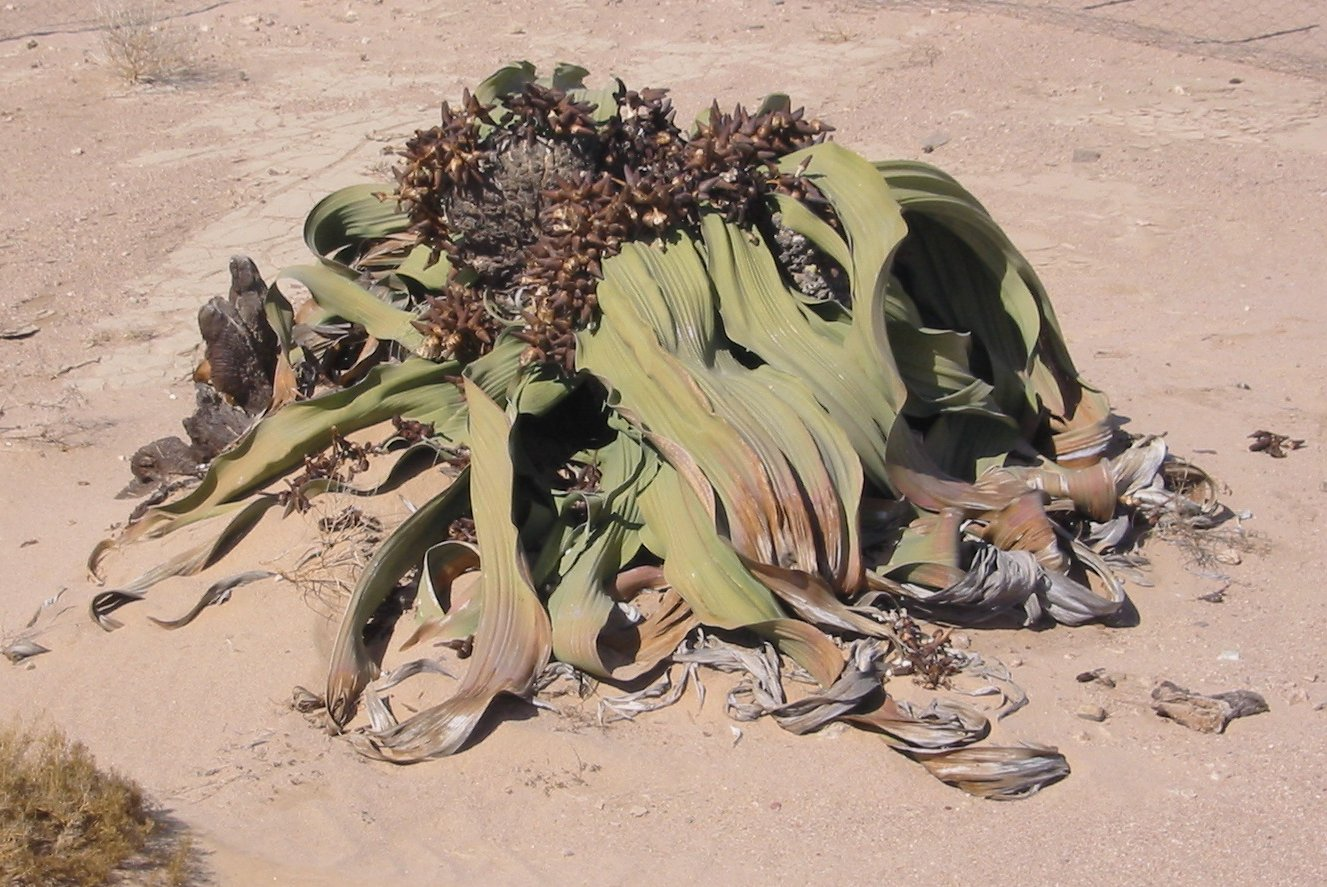
Die wohl älteste Welwitschia

Der Welwitschia Drive (auch Welwitschia-Route) ist eine etwa 50 Kilometer lange Landschaftsroute südöstlich des namibischen Küstenortes Swakopmund. Sie führt durch Teile der westlichen Namib und erhielt ihren Namen aufgrund der Dichte an Welwitschia-Pflanzen.
Auf der „Welwitschia-Fläche“ (englisch Welwitschia Plains) befindet sich die wohl älteste Welwitschia der Welt, deren Alter auf etwa 1500 Jahre geschätzt wird.

## Route
Die Route führt von der Hauptstraße C28 Richtung Osten in die Namib. Entlang der Piste, schon bevor der eigentliche Welwitschia-Trail beginnt, sind 13 Wegmarkierungen aufgestellt, die auf Besonderheiten hinweisen. An einer Kreuzung geht es nach Norden durch das Tal des Swakop-Rivier, vorbei an einem Rastplatz, zur Welwitschia-Fläche.
- 1 und 5: Flechtenfelder. Die Flechten der Art Xanthomaculina convoluta werden vom Wind verweht und sammeln sich in Vertiefungen auf dem Sand. Sie sehen aus wie tote Pflanzenreste. Alle anderen Flechtenarten, wie z. B. Teloschistes capensis, wachsen auf Felsen. Die Flechten erhalten Feuchtigkeit durch den Nebel, der nachts von der Küste in die Namib geweht wird. Wenn man sie mit etwas Wasser beträufelt sollen sie ihre Form und Farbe verändern. Die Flechten überleben −70 °C ebenso wie +80 °C und jahrelange Trockenheit.
- 2: Talerbusch und Bleistiftbusch. Der bis zu 1 m hohe Talerbusch Zygophyllum stapfii hat kreisrunde, dicke Blätter. Der Bleistiftbusch Arthraerua leubnitziae hat dünne bleistiftartige Zweige und wirkt dürr. Beide leben von der Taufeuchtigkeit.
- 3: Die Spuren von Ochsenkarren, die auf dem früheren Baaiweg ins Landesinnere fuhren, sind viele Jahrzehnte alt. Durch das langsame Wachstum der Flechten sind sie aber noch immer zu sehen. Das zeigt, wie empfindlich die Vegetation dieses weltgrößten Flechtenfeldes ist. Die Flechten halten den Boden und bremsen die Erosion bei den seltenen Niederschlägen.
- 4 und 6: Aussichtspunkt über die Mondlandschaft, das Tal des Swakop Rivier.
- 7: Altes Militärlager. Verrostete Hinterlassenschaften südafrikanischer Truppen, die 1915, während des Ersten Weltkrieges, hier vorbeizogen. Das größte Objekt ist ein Teil der Kette eines Kettenfahrzeugs.
- 8: Doleritbänder auf den Kämmen der Berge an der T-Kreuzung des Weges.
- 9: Hoodia, Hoodia currori im Tal des Swakop.
- 10: Flora des Swakop Rivier. Durch das Grundwasser im Swakop können hier Kameldornakazien und Tamarisken gedeihen.
- 11: Welwitschiafläche
- 12: Riesenwelwitschia, die älteste Welwitschia der Welt
- 13: Von Stryk Mine, Abbaustelle von Eisenerz von Hand in den 1950er Jahren

## Galerie

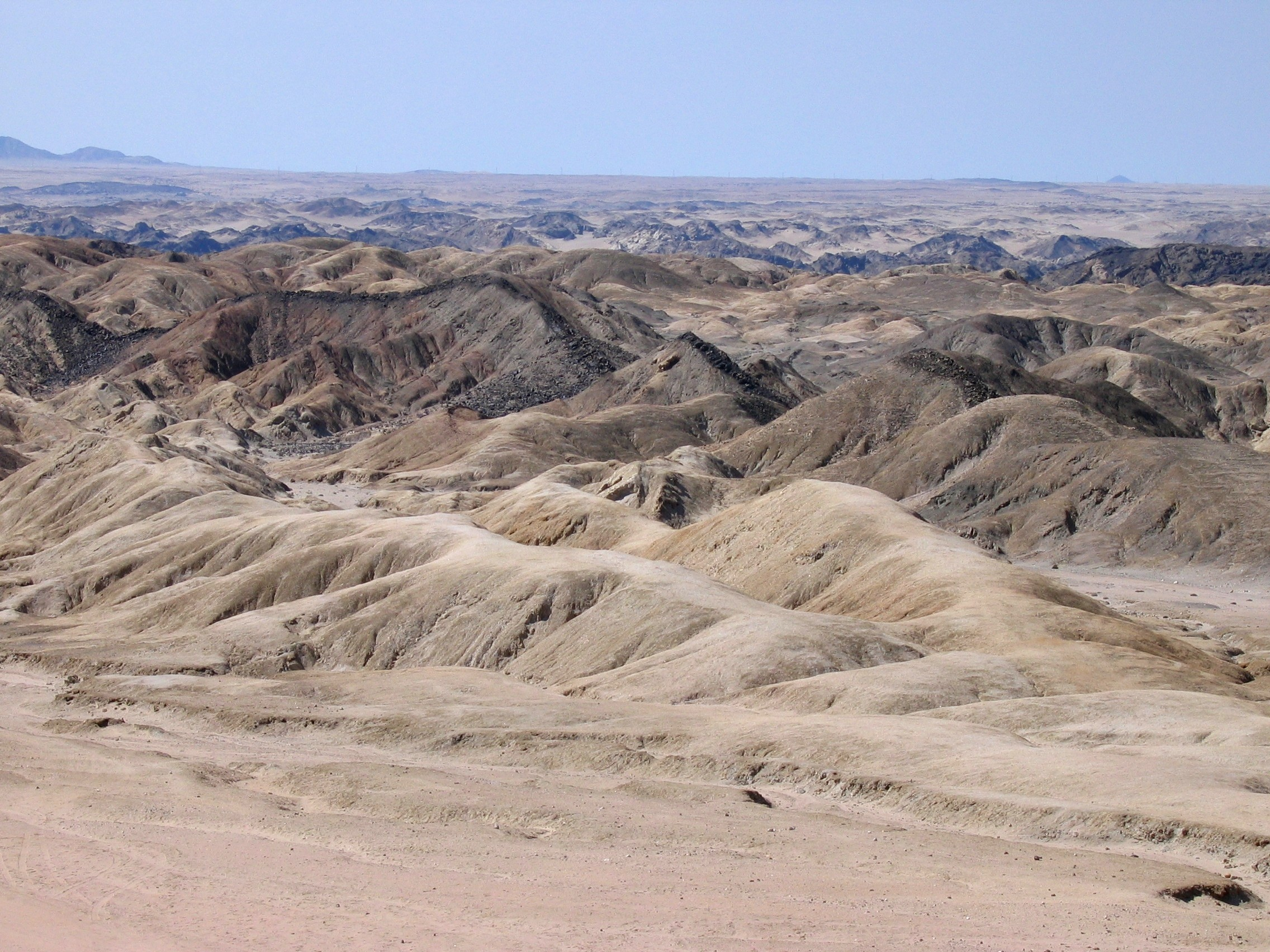
Mondlandschaft
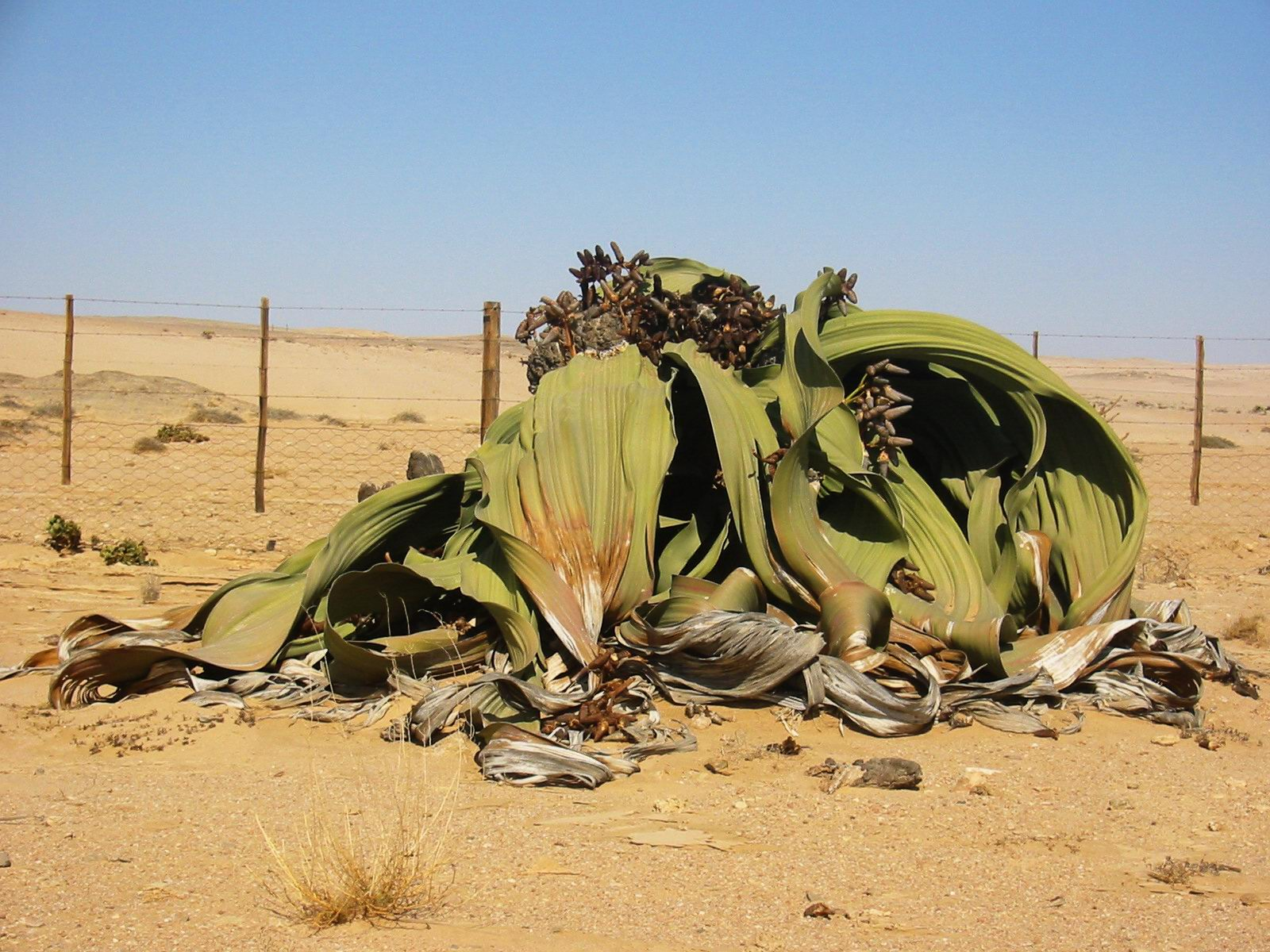
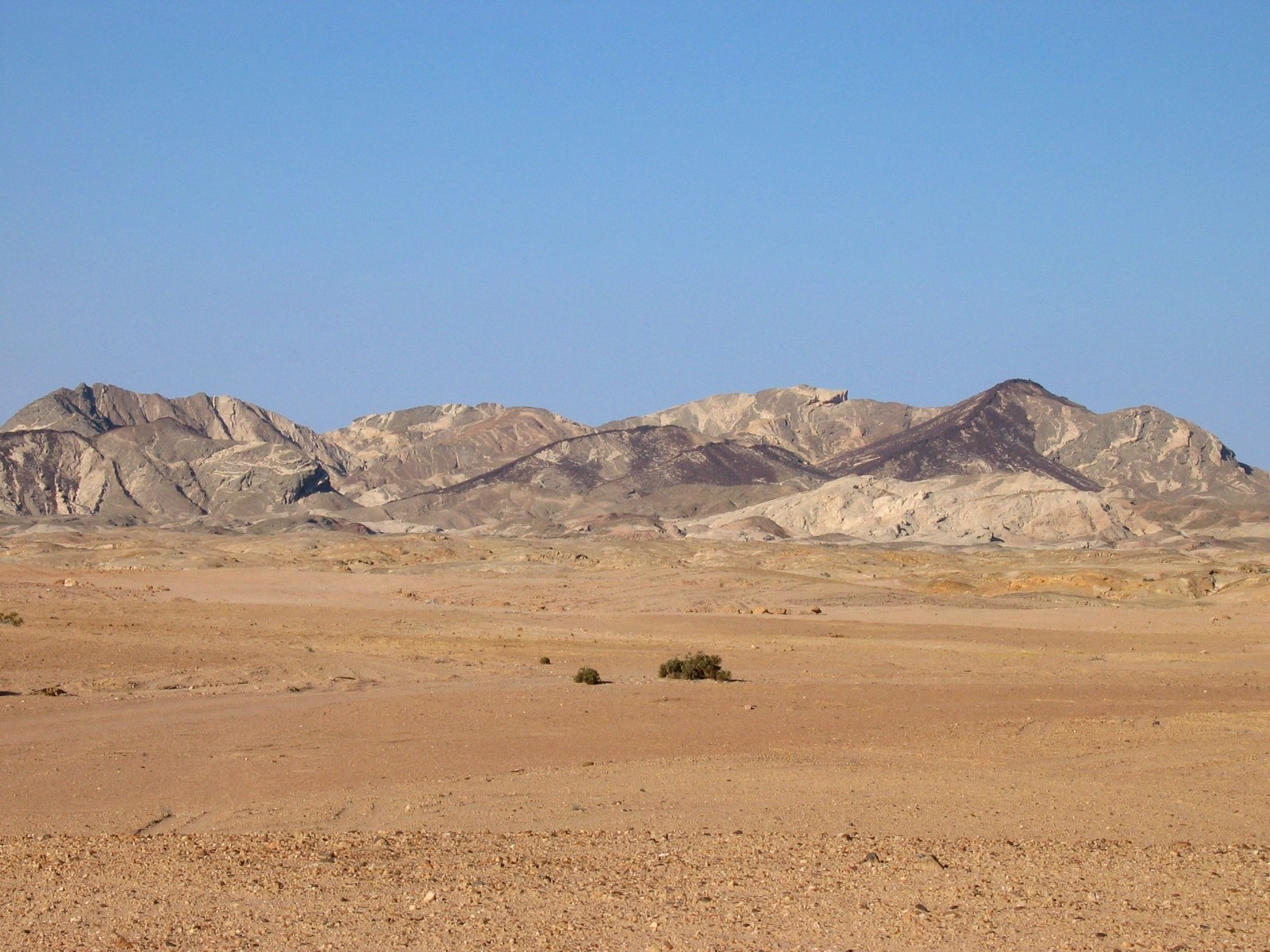
Husabberge mit Doleritbändern
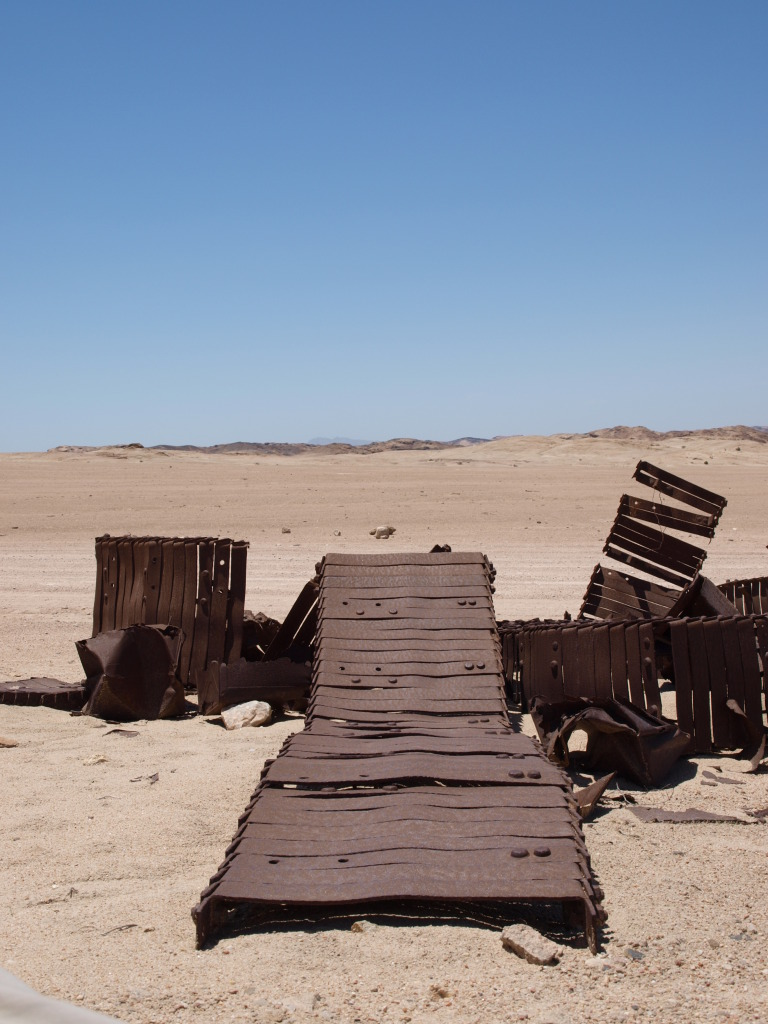
Reste eines Kettenfahrzeuges
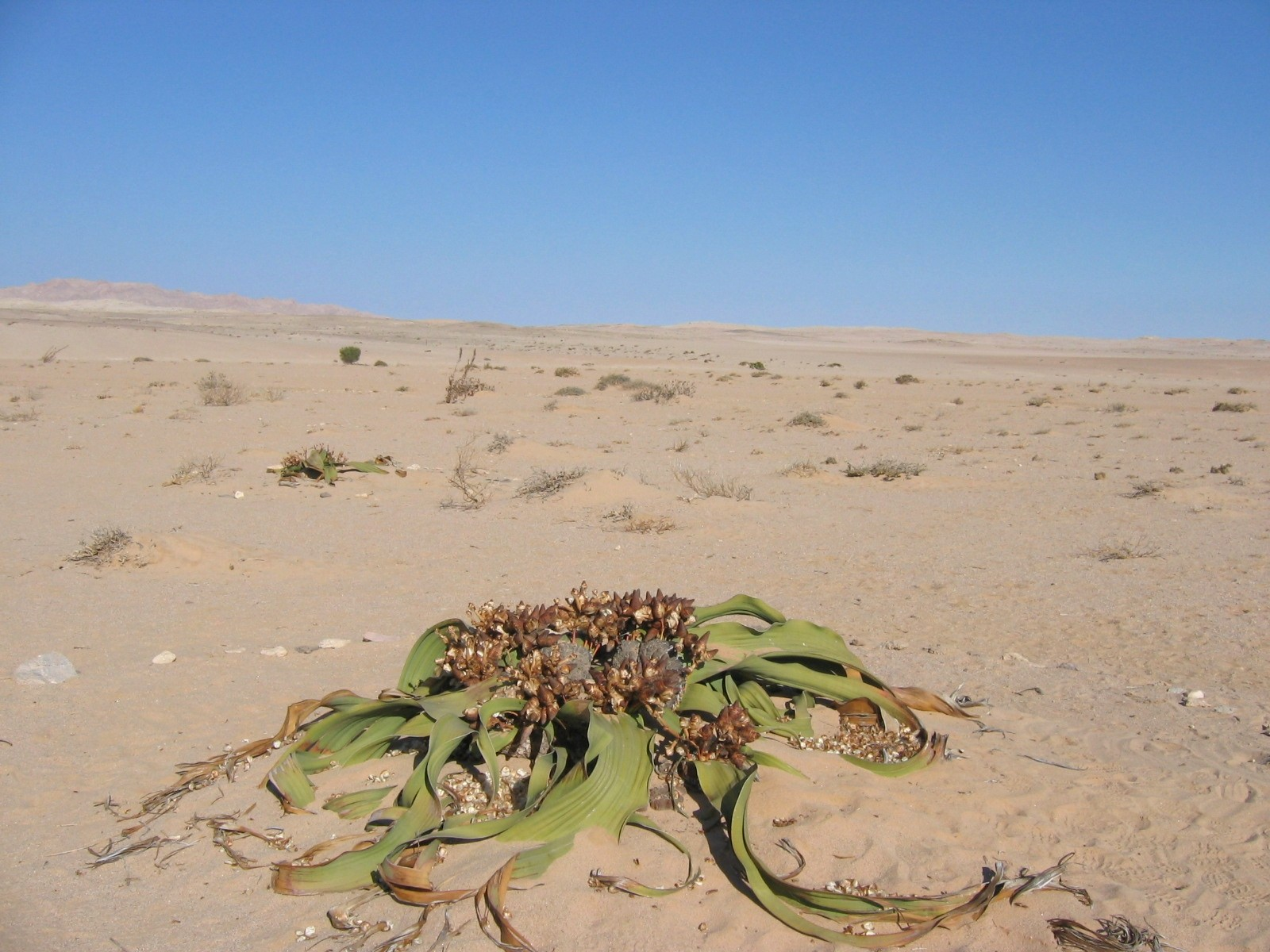
Ende des Welwitschia Trails